# APR-1400

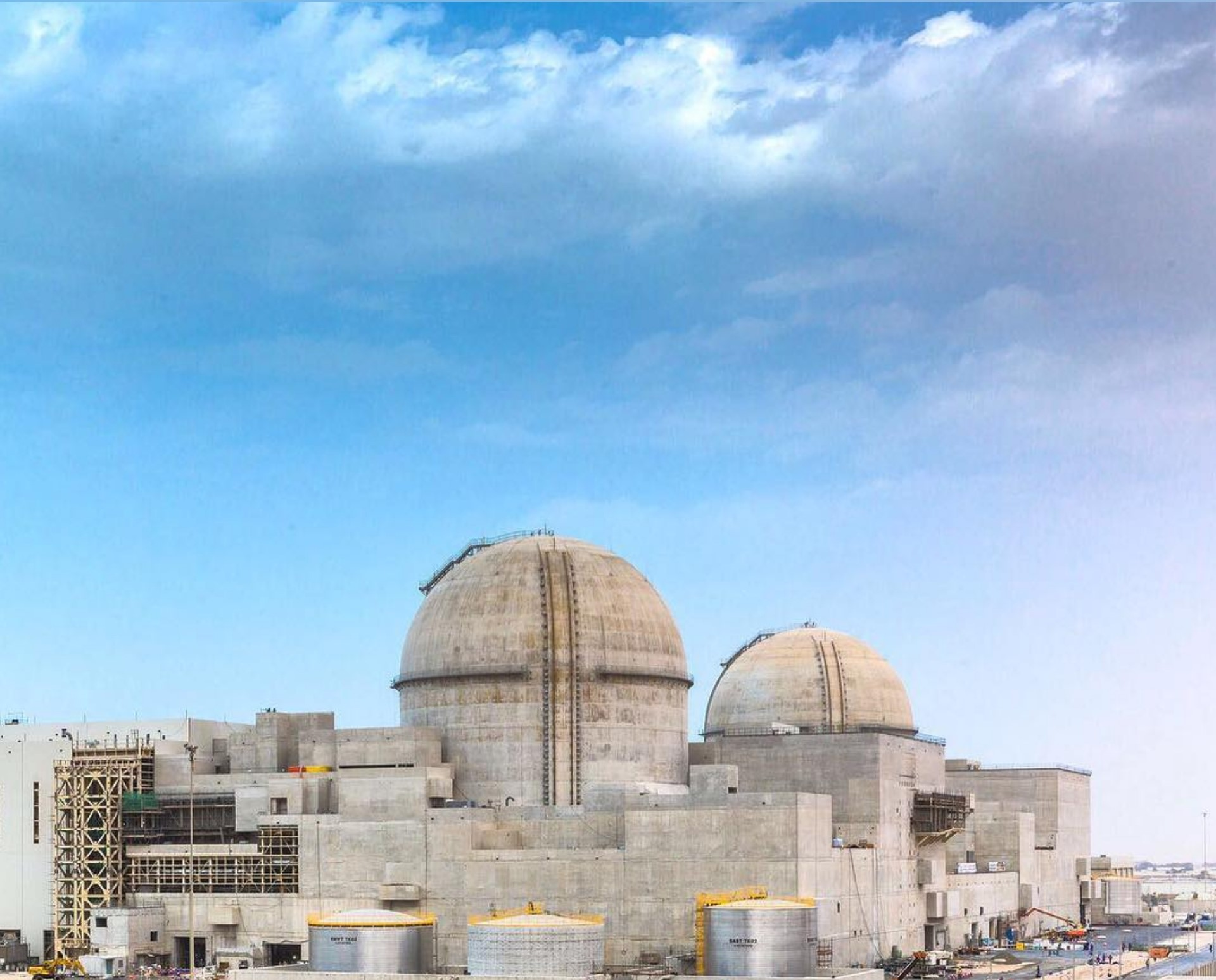
アラブ首長国連邦バラカ原子力発電所の1・2号機

APR-1400（Advanced Power Reactor 1400(MWe)）は、100万キロワット級韓国型標準原子炉であるOPR-1000に続き、韓国電力公社（KEPCO）によって設計され2002年に開発成功した電気出力140万キロワット級韓国式改良型加圧軽水炉である。  
共信力の改善と経済成長に支えられて開発した新しい原子炉 APR-1400と名付けられた。 
もともと韓国次世代原子炉（Korean Next Generation Reactor, KNGR）として知られていたこの第3世代原子炉は、初期のOPR-1000デザインと米コンバッション・エンジニアリングのSystem80+のデザインから開発され、System80+の機能も組み込んでいる。現在韓国では、6基（新古里3・4・5・6号機、新ハヌル1・2号機）が稼働している。(海外で)1基が完成し、アラブ首長国連邦のバラカで商業運転されており、さらに3基がバラカで建設中。 

## 歴史

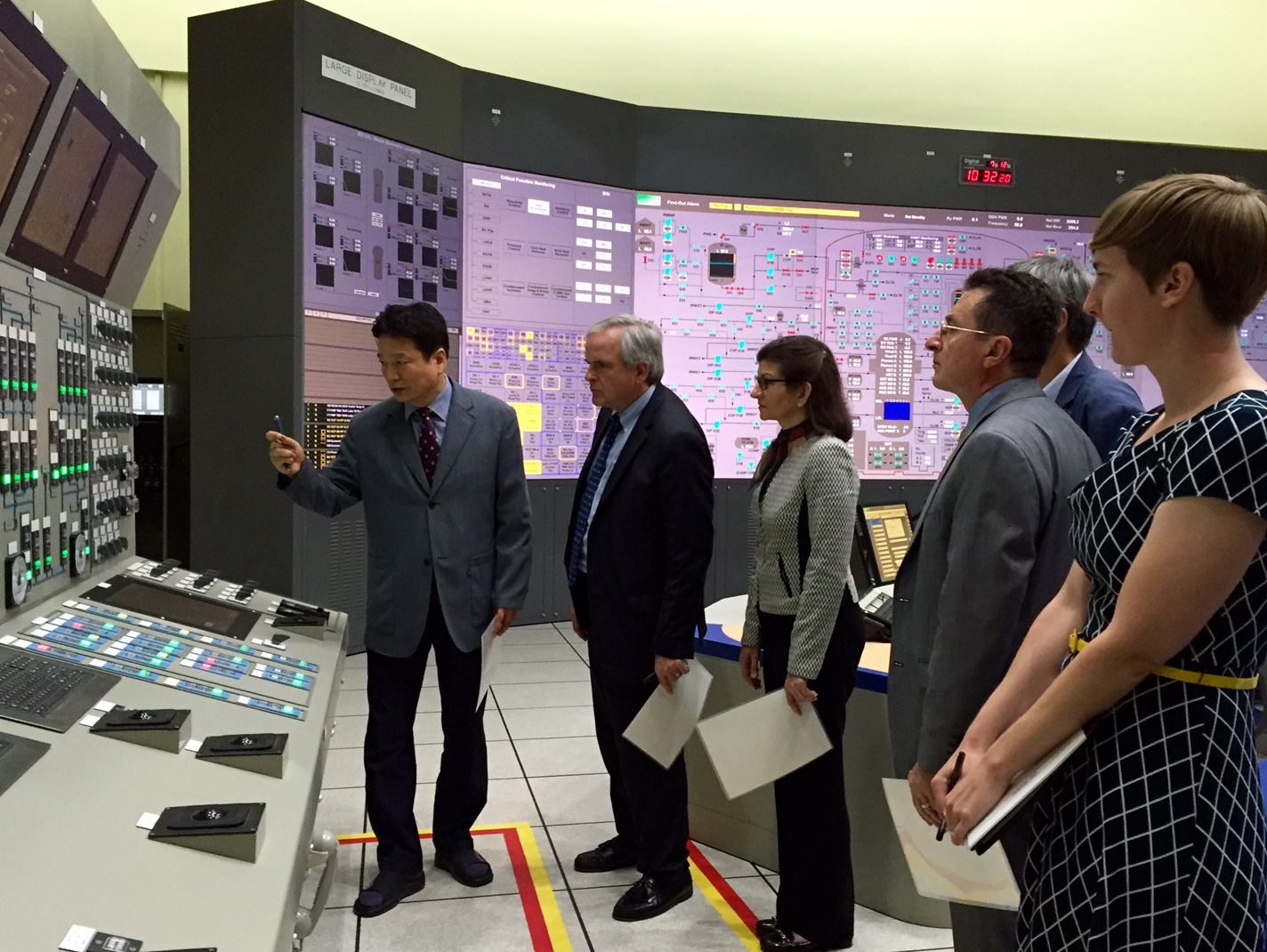
大田広域市にある韓国原子力安全研究所（KINS）のAPR1400シミュレーターで、NRCのステファン・バーンズ委員長（左から2番目）と他のNRC職員が、原子力シミュレーター部門の責任者であるChan Ki Moon（一番左）からブリーフィングとデモンストレーションを受けている様子。

APR-1400の設計開発は1992年に始まり10年にわたって行われ、韓国水力原子力(株)、韓国電力技術(株)、韓国原子力研究院、斗山重工業(株)など産・学・研の延べ人員2,300人余りが参加し、約2,350億ウォンの開発費が投入され、韓国独自の技術で2002年5月に韓国原子力安全研究所から認証を授与された。2007年に着工した新古里3・4号機に初めて適用され、新古里3号機は2016年12月に商業運転を開始した。
米国においては、2014年12月に設計認証申請書を原子力規制委員会（NRC）に提出し、2015年3月に、原子炉の設計が基本的な安全要件を満たしているかどうかを判断するための技術審査が承認された。2018年9月の時点で、NRCは最終的な安全性評価レポートと標準設計承認を発行し、設計が技術的に許容可能で15年間有効であると認定し、標準設計承認を与え、2019年9月にまで15年間有効な設計証明書を受け取った。2019年4月、NRCはAPR-1400標準設計を認定する規則を承認した。この規則は、連邦官報に公開されてから120日後に発効する。
APR-1400はOPR-1000の建設と運用技術をベースに開発されており、稼働率90%、設計寿命60年、kW当たり建設単価2,300ドル水準で、2010年基準で第3世代原発の中で最も経済的な原発である。 APR-1400モデルの新古里3・4号機は、原子炉建物格納鉄板工事などを一度に施工・設置できるようにモジュール化し、総建設期間を52ヶ月に短縮させ、経済性を大きく向上させた。
- ステップ1 1992年12月〜1994年12月：概念設計
- ステップ2 1995年3月～1999年2月：基本設計
- ステップ3 1999年3月～2001年12月：最適化、特許登録
- 2002年5月：標準設計認可（有効期間10年）
- 2008年4月：新古里3・4号機建設許可
- 2011年12月：新ハヌル1・2号機の建設許可

2017年10月、欧州ユーティリティ要件（EUR）機構は、緊急冷却用のAPR-1400設計の変更を承認し、ヨーロッパ以外の国でEUR認証を取得して設計を構築できるようにした。

## 輸出
アラブ首長国連邦に4基を輸出することを契約した。 韓国初の原発輸出である。
世界原発市場シェアは米国WEC 28%、フランスアレバ24%、米国GE20%、ロシアのアトムエネルゴプロム10%、カナダAECL5%で、合計87%を占めている。 韓国は5％までシェアを高めることが目標である。
ベトナム原発5・6号機用に2基を輸出しようとしている。 まだ本契約が締結されているわけではないが、2011年11月8日大統領府で開かれた韓国ベトナム首脳会談で共同研究に対する合意となった。 
彼はフィンランドのOL4原子炉の候補者でもある。 

## 場所

### 韓国
新古里での最初の商用APR-1400原子炉は、2007年9月に承認され、2008年10月（3号機）と2009年8月（4号機）に建設が開始された。新古里3号機は当初2013年末までに運転を開始する予定だったが、一部の試験に合格しなかった安全関連の制御ケーブルを交換するため、3・4号機の両方のスケジュールが約1年遅れた。韓国の新古里でさらに2基のAPR-1400ユニット（5・6号機）の建設が2014年に開始される予定だったが、2016年12月の時点で計画は確定していなかった。
2つの新しいAPR-1400、新ハヌル1・2号機の建設は、2012年5月（1号機）と2013年6月（2号機）に始まり、1号機は2017年4月に完成する予定。新ハヌルでさらに2台のAPR-1400が2014年に承認され、2017年に建設が開始される。
2017年5月の文在寅大統領選挙後、KHNPは新ハヌル3・4号機の設計作業を中断し、2017年7月に新古里5・6号機の建設工事を3ヶ月間中断した。政府が任命した委員会が国の将来の原子力政策について議論するために会合した期間。文在寅大統領は2017年3月、大統領選挙運動中に原子力エネルギーの段階的廃止を求める合意に署名した。2017年10月、委員会は新古里5・6号機の建設を進めることを勧告した。文在寅大統領は委員会の決定を支持すると発表したが、新たな建設は許可されないと付け加えた。新ハヌル3・4号機の運命に疑問を投げかけた。
2020年4月現在、新古里1・2号機と新ハヌル1号機は稼働しており、新ハヌル2号機には燃料が積まれている。

### アラブ首長国連邦
2009年12月、KEPCO主導のコンソーシアムは、アラブ首長国連邦のバラカに4基のAPR-1400原子炉を建設する契約を獲得した。バラカ1号機の建設は2012年7月に開始され、2号機は2013年5月に建設が開始され、3号機は2014年9月に建設が開始され、4号機は2015年9月に建設が開始された。ブロック1は2020年8月1日にエネルギーの生産を開始し、2021年4月6日に商業運転を開始した。

### イギリス
ニュージェネレーション（NuGen）は、カンブリアにムーアサイド原子力発電所を開発するために、エンジー、イベルドローラ、スコティッシュアンドサザンエナジー（SSE）の合弁事業として設立された。当初の計画では、3基のウェスチングハウスAP1000ユニットが必要であった。 SSEは2011年にエンジーとイベルドローラに買収され、イベルドローラの株式は2013年に東芝に買収された。2017年3月に東芝の子会社であるウェスチングハウス・エレクトリック・カンパニーが破産した後、エンジーは7月にNuGenから撤退し、東芝がNuGenの唯一の所有者となった。 2017年12月、NuGenは、KEPCOが東芝からNuGenを買収する優先入札者に指名されたことを発表した。 2018年7月、開発資金の調達が困難になったため、KEPCOの優先入札者のステータスは終了した。

### 一覧
| サイト   | #号機 | 状態       | 着工           | 竣工           | 操業予定       |
| -------- | ----- | ---------- | -------------- | -------------- | -------------- |
| 新古里   | 3     | 操業可能   | 2008年10月16日 | 2015年10月30日 | 2016年12月12日 |
| 新古里   | 4     | 操業可能   | 2009年8月19日  | 2015年11月     | 2019年8月      |
| 新古里   | 5     | 工事中     | 2016年9月      | –              | 不明           |
| 新古里   | 6     | 工事中     | 2017年9月      | –              | 不明           |
| 新ハヌル | 1     | 工事中     | 2012年7月10日  | [ 注釈 3 ]     | 2019年11月     |
| 新ハヌル | 2     | 試験中     | 2013年6月19日  | 2020年4月      | 2020年9月      |
| 新ハヌル | 3     | 一時停止中 | 2018年         | –              | 2023           |
| 新ハヌル | 4     | 一時停止中 | 2018年         | –              | 2023           |
| バラカ   | 1     | 操業可能   | 2012年7月18日  | 2017年5月5日   | 2021年4月6日   |
| バラカ   | 2     | 工事中     | 2013年5月28日  | –              | 2018年         |
| バラカ   | 3     | 工事中     | 2014年9月24日  | –              | 2019年         |
| バラカ   | 4     | 工事中     | 2015年9月2日   | –              | 2020年         |

注釈
1. 1 2  Delayed by fraudulent cabling issue[18]
2. ↑  Cold hydrostatic testing completed November 2015. Hot functional testing completed April 2016.[46]
3. ↑  Cold hydro testing completed in November 2016; hot functional testing scheduled for May–September 2017.[48]
4. ↑  Design work suspended pending final national nuclear power plant policy.[50]
5. ↑  Cold hydrostatic testing completed 16 February 2016.[51] Initial construction completed 5 May 2017, with remaining testing pending operating license permitting fuel loading.[52]
6. ↑  Hot functional testing slated to begin in 2018.[54]
7. ↑  Major RCS components installed in summer 2017.[56]

## 設計
APR-1400は、以前のOPR-1000設計に基づいた、進化した改良型軽水炉である。韓国の条件下では、原子炉は熱出力3983 MW（公称4000 MW）で、発電容量はグロスで1455MWであった。
設計は43の設計要件を満たすように開発され、主な開発は容量の進化、寿命延長、安全性向上である。設計改善は、経済的目標とライセンス要件を満たすことにも焦点を当てている。 OPR-1000と比較すると、主な特徴は次のとおり：
- 発電容量(ネット)：1400 MW（40％増）
- 設計寿命：60年（50％増加）
- 耐震設計基準：0.3g（50％増）
- 炉心損傷頻度：10-5 /年未満（10倍減少）
- コア燃料集合体：241（36％増加）

完全なデジタルI/Cへの移行や、セーフティインジェクションシステム（SIT）での新しいシステムの実装など、他のいくつかの変更が組み込まれた。

### 炉心
APR-1400の炉心は、241個の燃料集合体、93個の制御要素集合体、および61個の炉心内計装集合体で構成されている。各燃料集合体には、16x16アレイ（制御要素のガイドチューブによっていくらかのスペースが占有される）に236個の燃料棒があり、平均体積出力密度100.9 W/cm3を生成可能な二酸化ウラン（平均濃縮2.6 w/o）を格納する。 炉心の最大30％に、わずかな変更を加えた混合酸化物燃料を搭載することもできる。炉心は、最大60,000 MWD/MTUの放電燃焼度、10％の熱マージンを備えた18か月の動作サイクル用に設計されている。制御要素アセンブリでは、76個の炭化ホウ素ペレットロッドが全強度制御棒に使用され、17個のインコネル625が部分強度制御棒に使用されている。

### 一次(冷却)
OPR-1000および以前のCE設計と同様に、APR-1400には2つの原子炉冷却材ループがある。各ループで、加熱された一次冷却材は、1つの高温脚を通って原子炉圧力容器（RPV）を出て、1つの蒸気発生器（SG）を通過し、それぞれが原子炉冷却材ポンプ（RCP）を備えた2つの低温脚を通って原子炉容器に戻る。ループ2では、高温脚に1つの加圧器（PZR）があり、動作中に蒸気の泡が維持される。ループは対称的に配置されているため、高温脚はRPVの円周上で正反対になっている。蒸気発生器はRPVに比べて高くなっているため、RCPが故障した場合、自然対流によって原子炉冷却材が循環する。加圧器にはパイロット操作の逃し弁が装備されており、原子炉冷却材システムの過圧から保護するだけでなく、給水が完全に失われた場合に手動で減圧することもできる。

### 二次(冷却)
各蒸気発生器には13,102本のインコネル690チューブがある。この材料は、以前の設計で使用されていたインコネル600と比較して、応力腐食割れに対する耐性を向上させる。後期進化System80+設計と同様に、蒸気発生器の設計には、SGに導入される前に給水を予熱する一体型給水エコノマイザーが組み込まれている。 OPR-1000設計と比較して、蒸気発生器は、より多くの二次給水在庫を備えており、必要に応じて、乾燥時間を延長し、手動のオペレーター介入により多くの時間を与えることができる。設計チューブの詰まりマージンは10％である。これは、最大10％のSGチューブが詰まった状態でユニットがフルパワーで動作できることを意味する。蒸気発生器からの2つの主蒸気ラインのそれぞれには、5つの安全弁、主蒸気逃が弁、および1つの遮断弁が含まれている。

## 安全性
APR-1400原発の耐震設計値は0.3gである。リヒター・スケール7.0の地震まで耐える。以前は0.2g、リヒター・スケール6.5の地震まで耐えられた。米国原発の80％以上が0.2gで開発され運営中である。
また、原子炉冷却材配管が破断し核燃料を冷却する冷却材が全て流出する最悪のシナリオケースが発生した場合、これに備えて設置した非常炉心冷却系統の水は原子炉容器に直接注入される方式を採択した。またAPR-1400は、原子炉格納建物内の重要なバルブをデータベースにして、発電所の異常状況が発生した場合、安全対策時間を大幅に短縮した。 APR-1400の主制御室は、人間工学設計を適用して発電所から上がる数多くの情報を加工、処理し、原子炉運転員に最適な状態で情報を提供し、ミスを根本的に排除するように開発された。

## 次世代新型原発APR+
OPR-1000とAPR-1400に続きAPR-1400はさらにAPR+の設計に発展し、韓国では1500MW級次世代新型原発「APR+」が開発された。 APR+は2007年8月に始まり7年間の開発を経て、2014年8月14日に政府から正式な型式証明(標準設計認可)を取得し技術開発を完了した。韓国原子力研究院と韓電原子力燃料(株)が国内技術で独自開発した輸出先導型高性能固有燃料「HIPER」の使用をはじめ、100%韓国独自の設計技術で開発した。航空機の衝突や火災発生など突発的な状況にも、原発を安全に保護できるように安全設備を4重化し、物理的に4象限の分離設計を適用した。
韓国で独自開発して設計した受動補助給水系(Passive Auxiliary Feed-water System, PAFS)は、福島事故のように電源喪失事故時にも安全に発電所を停止及び冷却させることができるよう、重力のような自然力により冷却水を絶えず供給する装置として、2台の冷却水槽と4台の熱交換器および関連配管とバルブで構成されている。すなわち、PAFSは、蒸気発生器から出た蒸気が水槽内の熱交換器を経て冷却水で凝縮され、重力によって自動的に蒸気発生器に供給される。
また、モジュール型建設など最先端工法を活用して建設工期を既存の52ヶ月から36ヶ月に短縮し、APR-1400に比べて発電能力が10％ほど(グロス出力で1550MWe)増加する点もAPR+の強みである。これは独自開発したHIPERを燃料として使用し、核燃料集合体をAPR-1400に比べ16個多い計257個に増やしたことによる。
原子炉の設計は安全性が向上し、とりわけ「炉心損傷頻度は、それに取って代わるAPR1400設計で計算されたものよりも1桁低い」という特徴がある。バックアップ発電機などの特定の安全機能は、2つから4つの独立した冗長システムに増加させた。APR+は韓国の固有標準であるKEPIC(Korea Electric Power Industry Code・電力産業設備基準)コードを100%適用した。